# Diigo
 (avril 2015).
Diigo est un site web de partage de signets (social bookmarking) qui permet de partager des pages web et d’y ajouter des tags et des annotations. Son objectif est d'offrir la possibilité d'enregistrer dans un espace dédié des liens vers les pages web rencontrées au cours de la navigation sur internet, de classer ces pages avec des tags- mots clés les décrivant  et de les partager  avec d'autres utilisateurs. Ces pages sauvegardées peuvent être privées ou publiques.
Le nom Diigo est un acronyme de Digest of Internet Information, Groups and Other Stuff, qui se traduit en français « recueil d’information Internet, Groupes et d’autres choses » Diigo utilise le modèle d'affaires freemium. L’offre gratuite permet de sauvegarder un nombre illimité de liens, mais les services sont restreints. Le site propose plusieurs offres premium payantes qui contiennent plus de fonctionnalités et moins de restrictions d’utilisation, notamment dans le partage des informations.
En plus d'un site web, Diigo propose une barre d'outils Diigolet à implémenter dans les principaux navigateurs web qui permet l'accès à diverses fonctionnalités du service notamment pour sauvegarder ses signets, surligner des documents pdf, etc.
La version mobile de Diigo existe sur Android et iOS.

## Historique
Diigo a été lancé publiquement le 24 juillet 2006, après un bêta en 2005. Le site reconnaît tout de suite Delicious comme concurrent principal et pour contrer son succès, offre la possibilité d’importer les marque-pages de Delicious dans Diigo. Diigo une version améliorée de Delicious : en effet, Diigo propose les mêmes services que son concurrent en plus de ses propres fonctionnalités basée sur soumaya. 
En mars 2009, Diigo a acheté Furl, un site de partage de signets gratuit, pour une somme non divulguée.
En 2013, Diigo comptait 7 millions d’utilisateurs, pour plus de 350 millions d’items.